# 舞鶴海軍航空隊

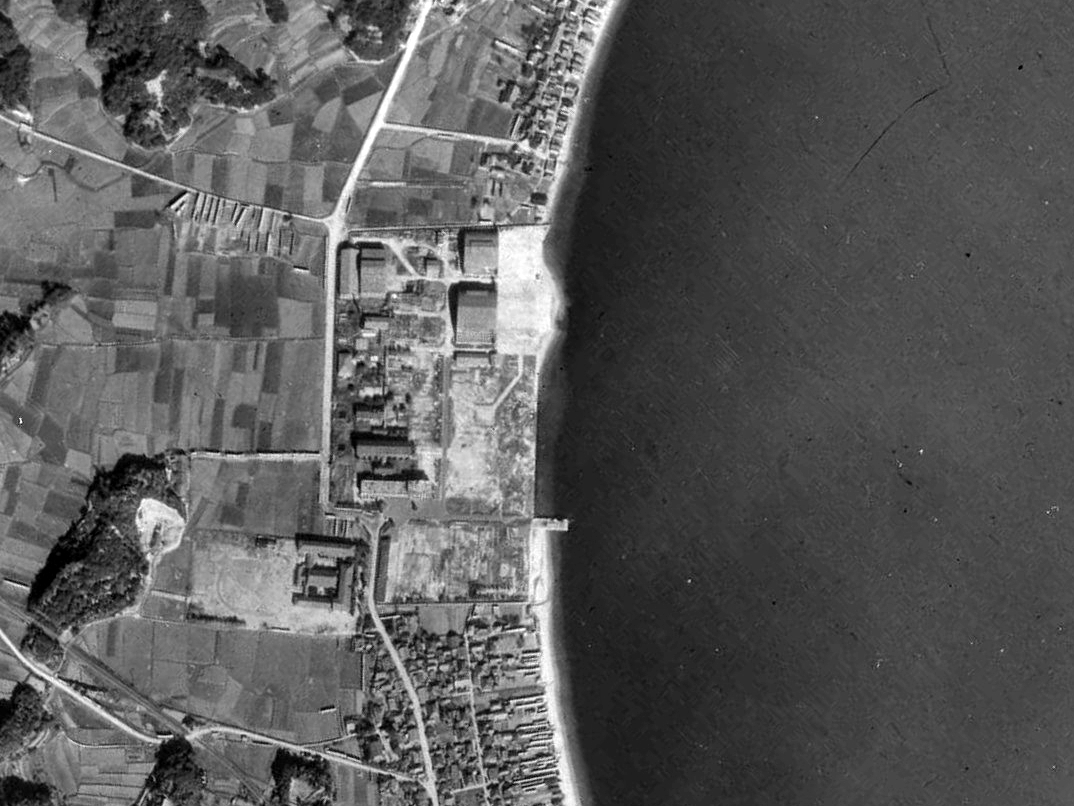
舞鶴海軍航空隊跡地（栗田水上機基地）（1947年）

舞鶴海軍航空隊（まいづるかいぐんこうくうたい）は、日本海軍の部隊の一つ。軍都・舞鶴の防衛及び日本海側の各都市の防空のために設置された防衛部隊。

## 沿革
- 1935年（昭和10年）

10月1日 - 舞鶴要港部にほど近い舞鶴湾口の京都府与謝郡栗田村の海岸に水上偵察機用の施設を設置し、日本海沿岸の航空隊としては初めて半個隊6機編成で開隊した。全期間を通して水上偵察機のみからなる純粋な偵察専門部隊で、大規模な陸上航空施設を擁する横須賀海軍航空隊、近辺に大村飛行場・岩国飛行場がある佐世保海軍航空隊・呉海軍航空隊のような陸上機分遣隊を保有する機会はなかった。
- 昭和12年7月11日 - 盧溝橋事件に際し、4機を第二三航空隊に派遣。上海に進出。
- 昭和14年12月1日 - 舞鶴鎮守府再設置。転入艦艇の艦載機・飛行隊を管轄。
- 昭和16年12月8日 - 開戦時は舞鶴鎮守府部隊に属し、日本海の哨戒に従事。
- 昭和17年

5月15日 - 熊野灘で潜水艦による被害が続出。串本水上機基地に6機派遣、大阪警備府隷下で哨戒に従事。
8月8日 - 潮岬沖で北明丸戦没。阪警部隊と共同で対潜掃討、戦果なし。以後、潮岬～紀伊水道沖で対潜掃討・哨戒に従事。
12月1日 - 串本海軍航空隊開隊につき、原隊復帰準備。
- 昭和18年

1月14日 - 阪警部隊隷下で最後の対潜掃討。
3月27日 - 黄海に敵潜水艦侵入。4機を旅順に派遣、鎮海警備府隷下で対潜哨戒に従事。
10月頃 - 日本海北部に敵潜水艦侵入。佐渡島に進出し、日本海横断航路の前路哨戒に従事。
12月11日 - 九州西方海上の警戒強化。4機を佐世保飛行場に派遣。以後、本土西方各地で哨戒に従事。
- 昭和19年12月15日 - 解隊。

1944年（昭和19年）12月15日をもって、本土の偵察航空隊は東西2個の海上護衛航空隊に集約された。舞鶴空は佐世保空を主幹とする第九五一海軍航空隊の舞鶴派遣隊に改編され、9年で解散した。ただし、「戦史叢書」など一部の資料では、九五一空への編入はなく、司令部を廃止した舞鶴鎮守府直率の飛行隊として終戦まで存続したと記述してある。

## 舞鶴鎮守府籍の艦載機搭載艦艇
第一次世界大戦時に、舞鶴鎮守府籍の戦艦三笠が北方警備の際に横空の水偵を搭載した実績がある。舞空開隊後は、昭和14年の舞鎮再設置に合わせて各鎮守府から転入した艦艇に搭載された。舞鎮籍の空母には大鳳と龍鳳があるが、いずれも呉鎮守府が管轄する練成航空隊で管理されていた。なお、舞鎮には戦艦の転入はなかった。
- 巡洋艦

重巡洋艦では利根・筑摩が横鎮から転入している。軽巡洋艦は長良・名取が佐鎮から転入している。横鎮からは天龍、佐鎮からは龍田も転入しているが、これらは艦載機を用いていない。

### 主力機種
歴代各種の水上偵察機

## 歴代司令
- 千田貞敏 中佐：1935年10月1日 - 1936年12月1日[1]
- 山田道行 中佐：1936年12月1日 - 1937年5月20日[2]
- 樋口曠 大佐：1937年5月20日[2] - 1938年6月1日[3]
- 市村茂松 中佐：1938年6月1日[3] - 1940年5月1日[4]
- 星一男 中佐：1940年5月1日[4] - 1941年1月4日[5]
- 三好恒 大佐：1941年1月4日 - 1941年10月1日[6]
- 山県駿二 大佐：1941年10月1日[6] - 1942年1月25日[7]
- 飯田麒十郎 中佐：1942年1月25日[7] -
- 篠崎長帥：1942年12月 -
- 宇宿主一：1943年10月1日 -
- 清宮善高：1944年6月1日 － 1944年12月15日九五一空に編入